# Siêu cúp bóng đá Pháp
Siêu cúp bóng đá Pháp (tiếng Pháp: Trophée des Champions) là trận đấu bóng đá giữa đội vô địch Ligue 1 và đội đoạt Cúp bóng đá Quốc gia Pháp (Coupe de France).

## Lịch sử

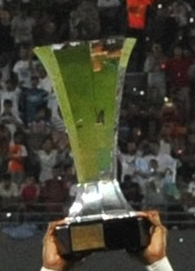
Chiếc cup dành cho đội vô địch

Từ năm 1955 đến 1973, Liên đoàn bóng đá Pháp (FFF) đã tổ chức trận đấu này với tên gọi là Challenge des champions. Trận đấu được tổ chức trở lại vào năm 1985 nhưng đã ngừng tổ chức sau 2 mùa giải do không được khán giả quan tâm.
Năm 1995, FFF chính thức tổ chức lại trận đấu với cái tên hiện tại (Trophée des Champions) và trận đấu đầu tiên là trận Paris Saint-Germain đối đầu Nantes vào tháng 1 năm 1996 tại Stade Francis-Le Blé ở Brest, Pháp. Mùa giải tiếp theo, trận đấu không được tổ chức do đội bóng Auxerre đã giành cú đúp. Năm 2008, trận đấu suýt không diễn ra vì lý do tương tự khi Lyon giành được cúp đúp danh hiệu, nhưng LFP đã quyết định cho phép đội á quân Ligue 1 mùa 2007–08 là Bordeaux trở thành đối thủ của Lyon. Bordeaux đã giành chiến thắng 5–4 trên loạt luân lưu sau khi 2 đội hoà nhau 0–0 trong thời gian thi đấu chính thức.

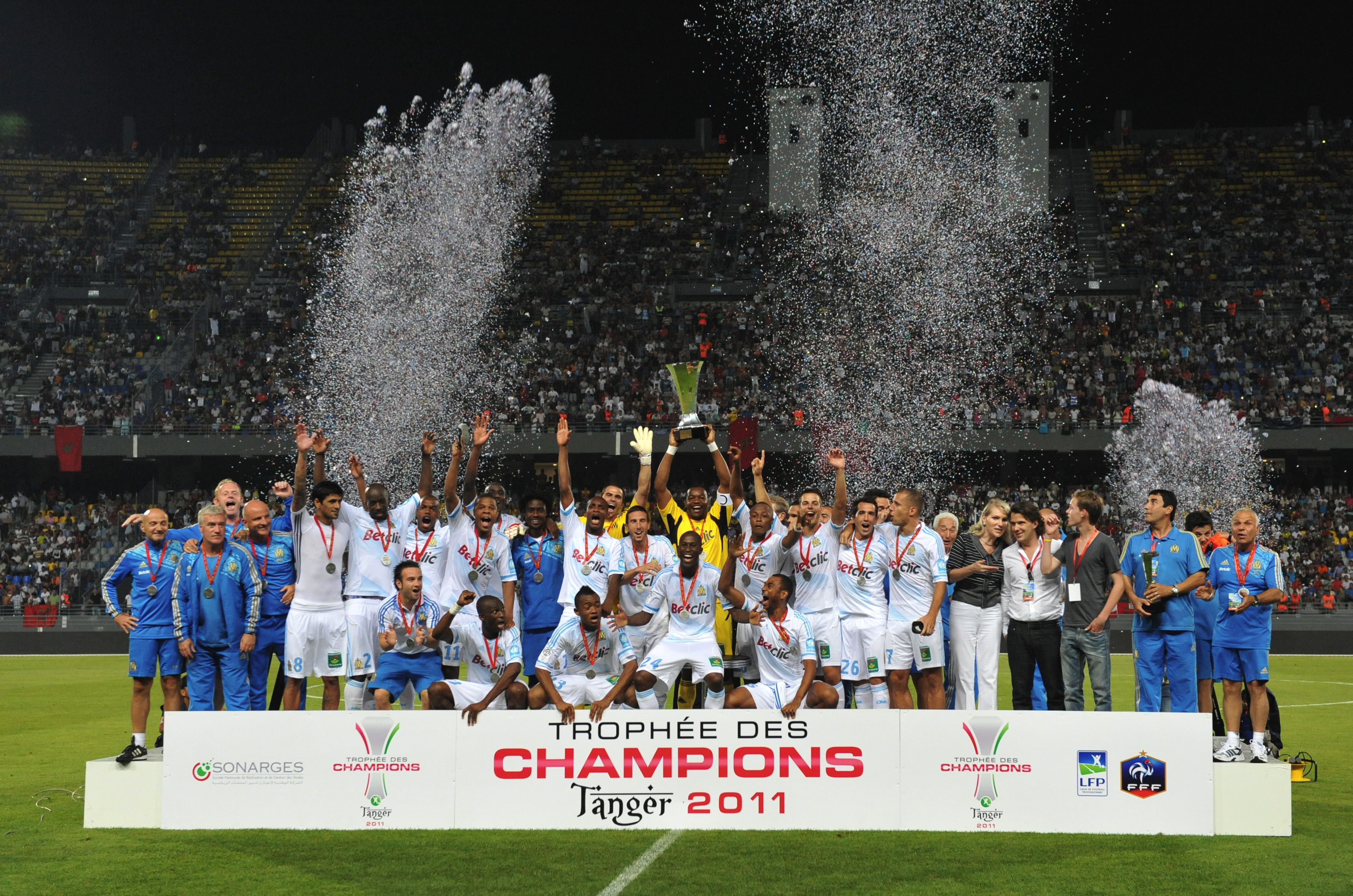
Olympique Marseille, nhà vô địch của Trophée des Champions 2011

Vào ngày 12 tháng 5 năm 2009, Liên đoàn bóng đá Pháp tuyên bố rằng Trophée des Champions 2009 sẽ được tổ chức bên ngoài nước Pháp lần đầu tiên, tại sân vận động Olympic ở Montréal, Québec, Canada.
Tính đến này, trận đấu đã từng được tổ chức tại Tunisia, Maroc, Hoa Kỳ, Gabon, Trung Quốc và Israel.

## Kết quả các trận đấu
| Năm                                                                          | Chung kết                                                 | Chung kết                                                 | Chung kết                                                 | Sân vận động                                                  |
| ---------------------------------------------------------------------------- | --------------------------------------------------------- | --------------------------------------------------------- | --------------------------------------------------------- | ------------------------------------------------------------- |
| Năm                                                                          | Vô địch                                                   | Tỷ số                                                     | Á quân                                                    | Sân vận động                                                  |
| Nhà vô địch của Pháp vs Nhà vô địch Coupe de France (1949, không chính thức) |                                                           |                                                           |                                                           |                                                               |
| 1949                                                                         | Reims                                                     | 4–3                                                       | Racing Paris                                              | Sân vận động Olympic Yves-du-Manoir, Colombes                 |
| Challenge des champions (1955–73, 1985–86)                                   |                                                           |                                                           |                                                           |                                                               |
| 1955                                                                         | Stade de Reims                                            | 7–1                                                       | Lille                                                     |                                                               |
| 1956                                                                         | Sedan                                                     | 1–0                                                       | OGC Nice                                                  |                                                               |
| 1957                                                                         | AS Saint-Étienne                                          | 2–1                                                       | Toulouse                                                  |                                                               |
| 1958                                                                         | Reims                                                     | 2–1                                                       | Nîmes                                                     |                                                               |
| 1959                                                                         | Le Havre                                                  | 2–0                                                       | OGC Nice                                                  |                                                               |
| 1960                                                                         | Reims                                                     | 6–2                                                       | AS Monaco                                                 |                                                               |
| 1961                                                                         | AS Monaco                                                 | 1–1                                                       | Sedan                                                     |                                                               |
| 1962                                                                         | Saint-Étienne                                             | 3–2                                                       | Reims                                                     |                                                               |
| 1965                                                                         | FC Nantes                                                 | 4–2                                                       | Rennes                                                    |                                                               |
| 1966                                                                         | Reims                                                     | 2–0                                                       | FC Nantes                                                 |                                                               |
| 1967                                                                         | Saint-Étienne                                             | 3–0                                                       | Lyon                                                      |                                                               |
| 1968                                                                         | Saint-Étienne                                             | 5–3                                                       | Bordeaux                                                  |                                                               |
| 1969                                                                         | Saint-Étienne                                             | 3–2                                                       | Marseille                                                 |                                                               |
| 1970                                                                         | OGC Nice                                                  | 2–0                                                       | Saint-Étienne                                             |                                                               |
| 1971                                                                         | Marseille Rennes                                          | 2–2                                                       | Không có (2 đội chia sẻ danh hiệu)                        |                                                               |
| 1973                                                                         | Lyon                                                      | 2–1                                                       | FC Nantes                                                 |                                                               |
| 1985                                                                         | AS Monaco                                                 | 1–1 (pen 5–4)                                             | Bordeaux                                                  |                                                               |
| 1986                                                                         | Bordeaux                                                  | 1–0                                                       | Paris Saint-Germain                                       |                                                               |
| Siêu cúp bóng đá Pháp (1995 - nay)                                           |                                                           |                                                           |                                                           |                                                               |
| 1995                                                                         | Paris Saint-Germain                                       | 1–0                                                       | FC Nantes                                                 | Stade Francis-Le Blé, Brest                                   |
| 1996                                                                         | Trận đấu không được diễn ra do Auxerre giành được cú đúp. | Trận đấu không được diễn ra do Auxerre giành được cú đúp. | Trận đấu không được diễn ra do Auxerre giành được cú đúp. | Trận đấu không được diễn ra do Auxerre giành được cú đúp.     |
| 1997                                                                         | AS Monaco                                                 | 5–2                                                       | Nice                                                      | Stade de la Méditerranée, Béziers                             |
| 1998                                                                         | Paris Saint-Germain                                       | 1–0                                                       | Lens                                                      | Stade de la Vallée du Cher, Tours                             |
| 1999                                                                         | FC Nantes                                                 | 1–0                                                       | Bordeaux                                                  | Stade de la Licorne, Amiens                                   |
| 2000                                                                         | AS Monaco                                                 | 0–0 (pen 6–5)                                             | FC Nantes                                                 | Stade Bonal, Montbéliard                                      |
| 2001                                                                         | FC Nantes                                                 | 4–1                                                       | Strasbourg                                                | Sân vận động Meinau, Strasbourg                               |
| 2002                                                                         | Olympique Lyonnais                                        | 5–1                                                       | FC Lorient                                                | Stade Pierre-de-Coubertin, Cannes                             |
| 2003                                                                         | Olympique Lyonnais                                        | 2–1                                                       | Auxerre                                                   | Sân vận động Gerland, Lyon, Pháp                              |
| 2004                                                                         | Olympique Lyonnais                                        | 1–1 (pen 7–6)                                             | Paris Saint-Germain                                       | Stade Pierre-de-Coubertin, Cannes                             |
| 2005                                                                         | Olympique Lyonnais                                        | 4–1                                                       | Auxerre                                                   | Stade de l'Abbé-Deschamps, Auxerre                            |
| 2006                                                                         | Olympique Lyonnais                                        | 1–1 (pen 5–4)                                             | Paris Saint-Germain                                       | Sân vận động Gerland, Lyon, Pháp                              |
| 2007                                                                         | Olympique Lyonnais                                        | 2–1                                                       | F.C. Sochaux-Montbéliard                                  | Sân vận động Gerland, Lyon, Pháp                              |
| 2008                                                                         | Bordeaux                                                  | 0–0 (pen 5–4)                                             | Olympique Lyonnais                                        | Stade Chaban-Delmas, Bordeaux                                 |
| 2009                                                                         | Bordeaux                                                  | 2–0                                                       | En Avant de Guingamp                                      | Stade Olympique, Montréal, Québec, Canada                     |
| 2010                                                                         | Marseille                                                 | 0–0 (pen 5–4)                                             | Paris Saint-Germain                                       | Stade Olympique de Radès, Tunis, Tunisia                      |
| 2011                                                                         | Marseille                                                 | 5-4                                                       | Lille                                                     | Stade de Tanger, Tanger, Morocco                              |
| 2012                                                                         | Olympique Lyonnais                                        | 2–2 (pen 4–2)                                             | Montpellier HSC                                           | Red Bull Arena, Harrison, USA                                 |
| 2013                                                                         | Paris Saint-Germain                                       | 2–1                                                       | Bordeaux                                                  | Sân vận động Angondjé, Libreville, Gabon                      |
| 2014                                                                         | Paris Saint-Germain                                       | 2–0                                                       | En Avant de Guingamp                                      | Sân vận động Công nhân, Bắc Kinh, Trung Quốc                  |
| 2015                                                                         | Paris Saint-Germain                                       | 2–0                                                       | Olympique Lyonnais                                        | Sân vận động Saputo, Montréal, Québec, Canada                 |
| 2016                                                                         | Paris Saint-Germain                                       | 4–1                                                       | Olympique Lyonnais                                        | Sân vận động Wörthersee, Klagenfurt, Áo                       |
| 2017                                                                         | Paris Saint-Germain                                       | 2–1                                                       | AS Monaco                                                 | Sân vận động Stade de Tanger, Tanger, Ma-rốc                  |
| 2018                                                                         | Paris Saint-Germain                                       | 4–0                                                       | AS Monaco                                                 | Trung tâm thể thao Đại học Thẩm Quyến, Thẩm Quyến, Trung Quốc |
| 2019                                                                         | Paris Saint-Germain                                       | 2–1                                                       | Rennes                                                    | Trung tâm thể thao Đại học Thẩm Quyến, Thẩm Quyến, Trung Quốc |
| 2020                                                                         | Paris Saint-Germain                                       | 2–1                                                       | Marseille                                                 | Sân vận động Bollaert-Delelis, Lens, Pháp                     |
| 2021                                                                         | Lille                                                     | 1–0                                                       | Paris Saint-Germain                                       | Sân vận động Bloomfield, Tel Aviv, Israel                     |
| 2022                                                                         | Paris Saint-Germain                                       | 4–0                                                       | FC Nantes                                                 | Sân vận động Bloomfield, Tel Aviv, Israel                     |
| 2023                                                                         | Paris Saint-Germain                                       | 2–0                                                       | Toulouse                                                  | Sân vận động Công viên các Hoàng tử, Paris, Pháp              |
| 2024                                                                         | Paris Saint-Germain                                       | 1–0                                                       | AS Monaco                                                 | Sân vận động 974, Doha, Qatar                                 |
| 2025                                                                         | Paris Saint-Germain                                       | –                                                         | Marseille                                                 |                                                               |

## Thống kê
| Câu lạc bộ       | Vô địch | Á quân | Năm vô địch                                                                  | Năm á quân                   |
| ---------------- | ------- | ------ | ---------------------------------------------------------------------------- | ---------------------------- |
| P.S.G            | 13      | 5      | 1995, 1998, 2013, 2014, 2015, 2016, 2017, 2018, 2019, 2020, 2022, 2023, 2024 | 1986, 2004, 2006, 2010, 2021 |
| Lyon             | 8       | 4      | 1973, 2002, 2003, 2004, 2005, 2006, 2007, 2012                               | 1967, 2008, 2015, 2016       |
| Reims            | 5       | 1      | 1949, 1955, 1958, 1960, 1966                                                 | 1962                         |
| AS Saint-Étienne | 5       | 1      | 1957, 1962, 1967, 1968, 1969                                                 | 1970                         |
| Monaco           | 4       | 4      | 1961, 1985, 1997, 2000                                                       | 1960, 2017, 2018, 2024       |
| Nantes           | 3       | 5      | 1965, 1999, 2001                                                             | 1966, 1973, 1995, 2000, 2022 |
| Bordeaux         | 3       | 4      | 1986, 2008, 2009                                                             | 1968, 1985, 1999, 2013       |
| Marseille        | 3       | 3      | 1971, 2010, 2011                                                             | 1969, 1972, 2020             |
| Nice             | 1       | 3      | 1970                                                                         | 1956, 1959, 1997             |
| Rennes           | 1       | 2      | 1971                                                                         | 1965, 2019                   |
| Lille            | 1       | 2      | 2021                                                                         | 1955, 2011                   |
| Sedan            | 1       | 1      | 1956                                                                         | 1961                         |
| Le Havre         | 1       | 0      | 1959                                                                         | –                            |
| SC Bastia        | 1       | 0      | 1972                                                                         | –                            |
| Auxerre          | 0       | 2      | –                                                                            | 2003, 2005                   |
| Guingamp         | 0       | 2      | –                                                                            | 2009, 2014                   |
| Toulouse         | 0       | 2      | –                                                                            | 1957, 2023                   |
| Nîmes            | 0       | 1      | –                                                                            | 1958                         |
| Lens             | 0       | 1      | –                                                                            | 1998                         |
| Strasbourg       | 0       | 1      | –                                                                            | 2001                         |
| Lorient          | 0       | 1      | –                                                                            | 2002                         |
| Sochaux          | 0       | 1      | –                                                                            | 2007                         |
| Montpellier      | 0       | 1      | –                                                                            | 2012                         |